# Man on the Moon
Man on the Moon är en amerikansk biografisk dramakomedifilm från 1999 i regi av Miloš Forman. Filmen handlar om den framlidne komikern Andy Kaufmans liv och karriär, spelad av Jim Carrey. I övriga roller märks Danny DeVito, Courtney Love och Paul Giamatti.
Handlingen följer Kaufman från barndomen, via komediklubbsuppträdanden och framträdanden i olika TV-program som gjorde honom känd, däribland hans framträdanden i Saturday Night Live, Late Night with David Letterman, Fridays och hans roll som Latka Gravas i sitcomserien Taxi. 
Filmen skildrar även olika insiderskämt, bluffar och upptåg för vilka Kaufman var lika känd, som hans långvariga fejd med brottaren Jerry "The King" Lawler och hans gestaltning av den oanständiga loungesångaren Tony Clifton.
Filmen har fått sitt namn efter en låt, som också handlar om Andy Kaufman, av rockgruppen R.E.M.. R.E.M. har också gjort musiken till filmen.

## Rollista i urval
- Jim Carrey - Andy Kaufman/Tony Clifton
- Danny DeVito - George Shapiro
- Courtney Love - Lynne Margulies
- Paul Giamatti - Bob Zmuda/Tony Clifton
- Gerry Becker - Stanley Kaufman
- Leslie Lyles - Janice Kaufman
- George Shapiro - Mr. Besserman
- Pamela Abdy - Diane Barnett
- Cash Oshman - Yogi
- Richard Belzer - sig själv
- Melanie Vesey - Carol Kaufman
- Michael Kelly - Michael Kaufman
- Vincent Schiavelli - Maynard Smith, chef på ABC
- Peter Bonerz - Ed. Weinberger
- Michael Villani - Merv Griffin
- Jerry Lawler - sig själv
- Bob Zmuda - Jack Burns
- Jeff Conaway -  Taxi-skådespelare (ej krediterad)
- Marilu Henner - Taxi-skådespelare (ej krediterad)
- Judd Hirsch - Taxi-skådespelare (ej krediterad)
- Carol Kane - Taxi-skådespelare (ej krediterad)
- Christopher Lloyd - Taxi-skådespelare (ej krediterad)
- David Letterman - sig själv
- Paul Shaffer - sig själv
- Lorne Michaels - sig själv, SNL-producent
- Norm Macdonald - Michael Richards